# Hufeisenwürmer
Alle 15 heute lebenden Arten der Hufeisenwürmer (Phoronida) gehören zu den beiden Gattungen Phoronis und Phoronopsis, die der Familie Phoronidae angehören.
Hufeisenwürmer leben in tropischen und subtropischen Meeren. 
Sie leben in mit Fremdkörpern durchsetzten Chitinröhren, oft in Assoziation mit Zylinderrosen in Meeressedimenten in Tiefen bis 400 Metern.
Der Name „Hufeisenwürmer“ bezieht sich auf den charakteristischen, U-förmig gekrümmten Tentakelapparat, mit dem die Tiere ihre Nahrung filtrieren. Dieser Tentakelapparat wird als Lophophor-Organ bezeichnet (gr. lophos „Haarschopf“), der Lophophor ist der U-förmige Träger, auf dem die einzelnen Tentakeln sitzen. Ein ähnlich gebauter Tentakelkranz um die Mundöffnung findet sich auch bei den Armfüßern (Brachiopoda) und Moostierchen (Bryozoa), daher wurden diese beiden Gruppen häufig mit den Hufeisenwürmern als Großgruppe Lophophorata oder Tentaculata (Kranzfühler) vereinigt. Molekularbiologisch konnte diese Verwandtschaftshypothese nur teilweise bestätigt werden. Hufeisenwürmer und Armfüßer sind demnach Schwestergruppen, für dieses Taxon wurden verschiedene Namen wie „Brachiozoa“ und „Phoronozoa“ vorgeschlagen. Die dritte traditionelle „Lophophorata“-Gruppe, die Moostierchen, scheinen aber mit den beiden anderen Linien nicht näher verwandt zu sein.

## Anatomie

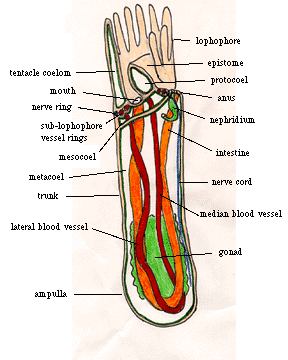
Allgemeiner Aufbau von Hufeisenwürmern

## Artenliste
- Phoronis ovalis
- Phoronis hippocrepia
- Phoronis ijimai
- Phoronis australis
- Phoronis muelleri
- Phoronis psammophila
- Phoronis pallida
- Phoronopsis albomaculata
- Phoronopsis harmeri
- Phoronopsis californica
- Phoronopsis malakhovi

Siehe auch: Systematik des Tierreiches